# واروژان (کتاب)
واروژان، نام کتابی است که در زمستان ۱۳۹۶ منتشر شده است. این کتاب که به کوشش حسین عصاران چاپ شده، به بررسی زندگی واروژ هاخباندیان می‌پردازد. این کتاب ابتدا توسط نشر رشدیه و در چاپ‌های بعدی توسط انتشارات نگاه منتشر شد. طرح روی جلد چاپ‌های نشر رشدیه، اثری از فرشید مثقالی است.

## ساختار
کتاب واروژان، شامل ۲۷ فصل از زندگی واروژ هاخباندیان (نامور به واروژان)، آهنگساز ارمنی‌تبار ایرانی است. در این کتاب، گفتگوهایی مستقیم با ناصر چشم‌آذر، اسفندیار منفردزاده، بابک افشار و شهیار قنبری شده است و نیز از نظرات مکتوب و ضبط‌شده افرادی مانند حسن شماعی‌زاده، بابک بیات، رضا علامه‌زاده، علی عباسی، منوچهر چشم‌آذر و بسیاری دیگر استفاده شده است. تصاویر آرشیوی دیده‌نشده‌ای از واروژان در حین تمرین، پارتیتورهای وی (که در دست ویگن داوودی است) و عکس‌های یادگاری او با دیگران نیز در این کتاب موجود است.